# 依田孝利
依田 孝利（よだ たかとし、1972年 ｰ ）は日本の音響監督、吹替演出家である。東北新社音響字幕制作事業部所属。

## 経歴・人物
主に外画作品の吹替演出を手掛けている他、声優養成所での講師も務めている。
2022年、トップガン マーヴェリックの吹替演出を担当した。

## 主な参加作品

### 日本語吹替版演出

#### 映画

##### 劇場公開版
- ジャックと天空の巨人
- ヘラクレス
- レディ・プレイヤー1
- シャン・チー/テン・リングスの伝説
- DUNE/デューン 砂の惑星
  - デューン 砂の惑星PART2
- トップガン マーヴェリック
- ダンジョンズ&ドラゴンズ/アウトローたちの誇り
- ウォンカとチョコレート工場のはじまり
- ブルー きみは大丈夫
- グラディエーターII 英雄を呼ぶ声
- ロード・オブ・ザ・リング/ローハンの戦い

##### ビデオ・DVD版
- ギャングスター・ナンバー1
- ガーゴイル
- しあわせな孤独
- ギャザリング
- フランケンフィッシュ
- スピリット・ボクシング
- 理想の女
- ブラック・スネーク・モーン
- ヘンリー・プールはここにいる 〜壁の神様〜
- スラムドッグ$ミリオネア
- スペル
- チャーリー・バートレットの男子トイレ相談室
- ブレックファスト・クラブ
- パニック・マーケット3D
- 21ジャンプストリート
  - 22ジャンプストリート
- そんなガキなら捨てちゃえば?
- ダーク・ブラッド
- パージ
  - パージ:アナーキー
  - パージ:大統領令
  - フォーエバー・パージ
- ジェームス・ブラウン 最高の魂を持つ男
- パラノーマル・アクティビティ5
- パパVS新しいパパ
  - パパVS新しいパパ2
- ウォー・ドッグス
- ダーク・タワー
- サバービコン 仮面を被った街
- ミッドウェイ
- ドクター・スリープ

##### オンデマンド配信版
- リディキュラス・シックス（2015年）
- ARQ: 時の牢獄（2016年）
- 最初に父が殺された（2017年）
- バッド・シード（2018年）
- ファーザー・オブ・ザ・イヤー（2018年）
- 闇はささやく（2021年）
- ファーザー・スチュー/闘い続けた男（2022年）
- ダイ・ハート（2023年）
- ダイ・ハート2:ダイ・ハーター（2023年）
- ダムゼル/運命を拓きし者（2024年）
- レベル・リッジ（2024年）

##### テレビ版
- セント・エルモス・ファイアー（ザ・シネマ版）
- 少女ファニーと運命の旅

#### テレビドラマ
- バンド・オブ・ブラザース（2002年）※演出補
- シックス・フィート・アンダー（2005年）
- Lの世界（2006 - 2010年）
- ヴァンパイア・ダイアリーズ（2012年）
- VEGAS/ベガス（2013年）
- GRIMM/グリム（2013年）
- オリジナルズ（2014年）
- ゲーム・オブ・スローンズ（2013 - 2019年）
- リミットレス（2016年）
- ビッグ・リトル・ライズ（2017年）
- スタートレック:ディスカバリー（2017 - 2023年）
- S.W.A.T.（2018年）
- 大草原の小さな家（2019年、NHK BS4K新録版）
- ウォッチメン（2020年）
- スタートレック:ピカード（2020年）
- プロディガル・サン 殺人鬼の系譜（2020年）
- ハウス・オブ・ザ・ドラゴン（2022年）
- THE SWARM/ザ・スウォーム（2023年）
- コンコルディア/Concordia（2024年）
- ボドキン（2024年）

#### アニメ
- サンダーバード ARE GO
- チャウダー
- ハズビン・ホテルへようこそ
- パワーパフガール
- ロッキー&ブルウィンクルの大冒険 ※カートゥーンネットワーク版

#### 不明
- クリフォード